# Landesdienstflagge

Landesdienstflagge van Saksen

Een Landesdienstflagge is een vlag die door een Duitse of Oostenrijkse deelstaat als dienstvlag gebruikt wordt.
In tegenstelling tot de gewone deelstaatsvlag toont de Landesdienstflagge doorgaans het staatswapen. De vlag mag meestal alleen door de overheid gebruikt worden; burgers mogen dan de gewone vlag (die dienst doet als civiele vlag) gebruiken.